# 오야마 이와오
오야마 이와오(일본어: 大山 巌, 1842년 11월 12일 ~ 1916년 12월 10일) 은 일본 메이지 시대의 정치가, 군인이다. 그는 메이지 유신에 참여하였으며, 러일 전쟁에서 일본 육군에 만주군 총사령관으로서 육군을 총지휘하였다. 영전은 종1위 대훈위국화장경식 금치훈장이며, 공작의 작위를 받았다.
제2대 경시총감(교육감), 육군 장관(1, 2, 3, 4, 6, 7대), 육군참모총장(제4, 6대), 문교부 장관, 내대신, 원로, 귀족원 의원을 역임했다. 사이고 다카모리, 주도 형제는 사촌에 해당한다.

## 생애
사쓰마번(현재의 가고시마현)에서 태어나서, 오쿠보 도시미치와 함께 도막운동을 벌여 메이지 유신의 주요 공신이 되었다. 이후에도 새롭게 창건된 육군에서 중요한 역할을 하였다. 뿐만 아니라 당시 대위였던 그는 기미가요의 가사를 일본 국가로 채택했다.

### 보신 전쟁
보신 전쟁에서는 신식총 부대를 이끌고 도바·후시미 전투와 아이즈 전쟁 등 각지를 돌아다닌다. 또한 12도임 구포와 4척산포를 개량하기 했고, 이러한 오야마가 설계한 포는 야스케 포(弥助砲)라고 불렀다.
아이즈 전쟁에서는 사쓰마 2번 포병 대장으로 종군했다. 와카마쓰성 공격 첫날 대수문 앞에 북쪽 외성에서 농성하는 이들의 사격으로 공략에 시간이 걸리자 도사번 부대의 엄호로 출동했지만, 총알이 오른쪽 허벅지를 관통하여 부상을 당했고, 다음날 후송되었다. 따라서 실제 오야마가 와카마쓰 성에서 싸운 것은 첫날뿐이었다. 포격을 지휘한 것도 아니고, 그들이 말하는 “아이즈 와카마쓰 성을 향해 대포를 비오듯 쏘아 넣어 승리에 기여했다”라는 말도 사실이 아니다. 또한, 이때 농성을 하던 주력 병사들이 대부분 출격 중이어서, 성 내에는 노약자들과 병자, 부상자들 밖에 없었고, 북쪽 외성에 싸웠던 상대는 마모토 야에코와 소규모의 병사들 뿐이었다. 따라서 저격자는 야에코였던 것으로 알려져 있다. 이때 아이즈 와카마쓰 성에는 나중에 후처가 되는 오야마 스테마쓰와 그 가족이 농성하고 있었다.

### 유학
1870년 프랑스에 유학을 하였고, 이때 보불전쟁을 참관하였다. 그 이후 제네바에서 3년간 공부하면서, 여러 서양 언어와 러시아어를 유창하게 말할 수 있게 되었다. 유학 중에 러시아의 혁명 운동가 레흐 메치니코프와 알게 된다. 메치니코프는 이후 도쿄 외국어 학교 교사로 부임했지만, 이것은 오야마의 영향에 의한 것으로 알려져 있다.

### 세이난 전쟁
이후 육군의 서양화에 힘썼다. 세이난 전쟁이 발발하여, 그의 친척이기도 한 사이고 다카모리가 사쓰마국에서 반란을 일으키자, 그는 이를 진압하는 데 큰 역할을 하였다. 세이난 전쟁에서는 정부군의 지휘관(공성포대 사령관)으로 성산에서 버틴 친척인 사이고 다카모리를 상대로 싸웠지만, 오야마는 이 일을 평생 마음에 담았고 다시는 가고시마에 돌아가지 않았다.

### 청일 전쟁
청일 전쟁이 발발하자, 그는 제2군의 참모장이 되어 랴오둥반도에 상륙했고, 뤼순을 함락시키고 계속 남하하여 웨이하이를 점령하였다. 이때의 공적으로 그는 후작 작위를 받았고, 군대에서는 원수로 승진하였다.

### 러일 전쟁
러일 전쟁 당시에는 일본 육군 총사령관으로 만주에서 싸웠고, 전쟁 후반에는 참모장 고다마 겐타로와 함께 대본영에 완곡하게 강화를 종용하기도 했다. 일본의 승리 후 공작 작위를 받았다.
이후 정계에 발을 들여놓기도 했으나, 정치적 야심이 별로 없었기 때문에, 총리 후보에 오르는 것은 사양하였으나 원로에 대한 배려로 천황의 보좌역이자 명예직인 내대신을 맡았다.
후쿠오카현에서 육군 연습을 참관한 뒤 돌아오다 쓸개염으로 쓰러졌다. 그 후, 요양 중에 나쓰메 소세키가 사망한 다음날인 1916년 12월 10일 75세에 사망했다.

## 사후
장례는 12월 17일 국장으로 치러졌으며 사후 차남 가시와가 뒤를 이어 공작위를 습작하였다.

## 같이 보기
- 일본의 국가